# Gunnar Bucht

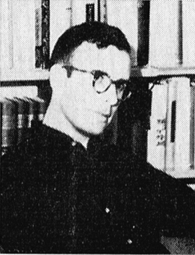
Gunnar Bucht

Gunnar Henrik Bucht (* 5. August 1927 in Stocksund) ist ein schwedischer Komponist und Musikwissenschaftler. Bucht studierte Komposition unter anderem bei Karl-Birger Blomdahl, Carl Orff und Max Deutsch.

## Leben
Gunnar Bucht studierte Musikwissenschaft an der Universität Uppsala, abgeschlossen hat er 1953 mit dem Lizentiat. Zwischen 1947 und 1951 studierte er Komposition bei Karl-Birger Blomdahl. Weitere Ausbildungen absolviert er bei Carl Orff, Goffredo Petrassi und Max Deutsch.
Ab 1963 unterrichtete er Musikwissenschaft an der Universität Stockholm. Er wurde 1975 Professor für Komposition an der Königlichen Musikhochschule in Stockholm und war dort Direktor von 1987 bis 1993.
1964 wurde er Mitglied der Königlich Schwedischen Musikakademie. 1987 wurde ihm die königliche Medaille „Litteris et Artibus“ verliehen.

## Werke

### Sinfonien
- Sinfonie Nr. 1 op. 8 (1952) – Uraufführung 7. Dez. 1953 an der  Königlich Schwedischen Musikakademie
- Sinfonie Nr. 2 op. 9 (1953)
- Sinfonie Nr. 3 op. 11 (1954) – Uraufführung 17. Apr. 1955 an der Königlich Schwedischen Musikakademie
- Sinfonie Nr. 4 op. 21 (1958) – Uraufführung 3. Apr. 1959 an der Königlich Schwedischen Musikakademie
- Sinfonie Nr. 5 op. 30 (1960) – Uraufführung 14. Jan.1962
- Sinfonie Nr. 6 op. 32 (1962) – Uraufführung 20. Nov 1963 im Konserthuset
- Sinfonie Nr. 7 (1971) – Uraufführung 26. März 1972.
- Sinfonie Nr. 8 (1983) – Uraufführung 13. Sep. 1984 im Konserthuset
- Sinfonie Nr. 9 (1990) – Uraufführung 31. Okt. 1990 im Konserthuset
- Sinfonie Nr. 10 Sinfonie gracieuse ou l'Apothéose de Berwald (1993) – Uraufführung 24. Aug. 1996 in der Berwaldhalle
- Sinfonie Nr. 11 (1994) – Uraufführung  10. Jan. 1996 im Konserthuset
- Sinfonie Nr. 12 Mouvements sonores et accentués (1997) – Uraufführung 4. Sep. 1990 in der Göteborger Konzerthalle
- Sinfonie Nr. 13 Wie die Zeit vergeht (Quasi una sinfonia) (2007–2009)
- Sinfonie Nr. 14 Tonkaraktärer (2010)
- Sinfonie Nr. 15 (2010)
- Sinfonie Nr. 16 (2012)
- Sinfonie Nr. 17 (2017)

### Orchesterwerke
- Meditation för piano och orkester op. 5 (1950)
- Konsert för violoncell och orkester op. 12 (1954) – Uraufführung 27. Nov. 1955 an der Königlich Schwedischen Musikakademie
- Symfonisk fantasi för orkester op. 13 (1955)
- Sonat för piano och slagverk op. 14 (1955) – Uraufführung 14. Apr 1956
- Divertimento för orkester op. 16 (1956) – Uraufführung 18. März 1957 an der Königlich Schwedischen Musikakademie
- Vi gör en symfonisats på melodierna 'En gång i bredd med mig' och 'Ro, ro till fiskeskär'  (1956)
- Couplets et Refrains pour orchestre op. 29 (1960) – Uraufführung am 12. Apr. 1961 in der Göteborger Konzerthalle
- Dramma per musica (1967) – Uraufführung am 29. Okt. 1967 am Konzerthuset
- Vinterorgel för orkester (1974) – Uraufführung am 3. Jul. 1975 in der Göteborger Konzerthalle
- Journées oubliées (1975) – Uraufführung am 15. Apr. 1976 am Konzerthuset
- Au delà (1977) – Uraufführung am 14. Mar. 1979 am Konzerthuset
- Violinkonsert (1978) – Uraufführung am 15. Nov. 1980 am Konzerthuset
- The Big Bang – And After (1979) – Uraufführung am 2. Apr. 1981 in der Berwaldhalle
- Georgica (1980) – Uraufführung am 11. Feb. 1982 in der Berwaldhalle
- Sinfonia concertante för flöjt, altviolin, harpa och orkester (1982) – Uraufführung am 15. Apr. 1976 in Norrköping
- En vår gick jag ut i världen. Roman för orkester i 16 kapitel (1983–84) – Uraufführung am 21. Mai 1990 – Studioproduktion bei Sveriges Radio
- Fresques mobiles pour orchestre (1986) – Uraufführung 28. Jan. 1989 in der Berwaldhalle
- Tönend bewegte Formen (1987)
- Violoncellkonsert Nr. 2 (1990) – Uraufführung 10. Jan. 1992 im Konserthuset
- Pianokonsert (1994) – Uraufführung am 2. Feb. 1997 in Helsingborg
- Rörelser i rummet för orkester (1996) – Uraufführung 2. Dez. 1999 in der Berwaldhalle
- Concerto de Marle för altviolin och orkester (1998)
- Alienus dröm för orkester (1999)
- Superstrings för orkester (2002)
- Den oändliga melodin (2004)
- A la recherche d'une musique inoubliable, operafantasi i fyra avsnitt från Tronkrävarna (2013)
- L'imprévu ou L'apothéose de Berlioz för orkester (2014)

### Kammermusik
- Kvintett för två violiner, 2 altvioliner och violoncell op. 2 (1950)
- Introduktion och Allegro för stråkorkester op. 4 (1950)
- Kvartett för 2 violiner, viola och violoncell op. 7 (1951)
- Fyra bagateller för 2 violiner, viola och violoncell op. 10 (1953)
- Kröningsmusik för flöjt, trumpet, violoncell, piano och slagverk op. 20 (1957)
- Stråkkvartett nr 2 op. 24 (1959)
- Klarinettstudie 59 op. 28 (1959)
- Fanfar till LKAB:s 75-årsjubileum september 1965 för 4 B-trumpeter och 2 tromboner (1965)
- Strängaspel (1965)
- A huit mains per flauto, violino, violoncello e cembalo (1976)
- Quintetto amichevole (1976)
- Tableux à trois för violin, violoncell och piano (1978)
- À mon gré för flöjt, klarinett, harpa, celesta, viola, violoncell och kontrabas (1978)
- En clairobscur för kammarorkester (1981)
- Musica Bothniae (1983)
- Blad från mitt gulsippeänge. Häfte 1 för klarinett och piano (1985)
- Konsert för Arholma (1989)
- Coup sur coup, för slagverk (1995)
- Partita för två violiner (2001)
- Tre per due för två violiner (2004)
- Notenbüchlein für Duo Gelland (2008)
- Stråkkvartett nr 4 Souvenirs du Lot (2011)

### Klavierstücke
- Tema med variationer för piano (À la cinquecento) op. 1 (1949)
- Åtta pianostycken op. 3 (1949–1952)
- Sonat för piano op. 6 (1951)
- Sonat nr 2 för piano op. 25 (1959)
- Quatre pièces pour le pianiste (1985)
- Blad från mitt gulsippeänge. Häfte 2 för cembalo (1988)

### Orgelwerke
- Pour écouter für Orgel (1974)
- Unter vollem Einsatz för orgel och 5 slagverkare (1986)

### Werke für Chor und Orchester
- Kantat till Högre Allmänna Läroverkets i Härnösand 300-årsjubileum. Text Bertil Malmberg (1954)
- En var sin egen professor för tenorsolo, blandad kör och orkester op. 19
- La fine della diaspora per coro misto ed orchestra (för blandad kör och orkester) op. 22 (1958)
- Eine lutherische Messe, för solister, blandad kör, barnkör och orkester, nach Martin Luther und Thomas Münzer oder die Einführung der Buchhaltung von Dieter Forte (1972–1973)
- Musik för Lau (1975)
- Panta rei. Fragment för soli, kör och orkester. Text von Herakleitos
- Odysseia, halvsceniskt oratorium för sex solister, blandad kör och orkester efter Nikos Kazantzakis versepos Odysseia i översättning av Gottfried Grunewald. Del 1. (2002–2003)

### Chorwerke
- Hommage à Edith Södergran för blandad kör à cappella op. 17 Dikter av Edith Södergran (1956)
- Canto di ritorno per coro misto à cappella (för blandad kör à cappella) (1958)

### Szenische Werke
- Ein Wintermärchen für eine Mezzo- oder Baritonstimme und 8 Instrumente op. 26, Text: Weihnacht nach Friedrich Dürrenmatt (1959)
- Kattens öron för altsaxofon, slagverk, kontrabas och recitation op. 27 Text av Lars Forssell (1959)
- Hund skenar glad. Ett spel för röster och instrument op. 31 Dikter av Gunnar Björling för sopran, damkör, klarinett, tre trumpeter, trombon, slagverk, cello och piano (1961)
- Tronkrävarna op. 33, Opera i två akter efter Henrik Ibsens pjäs Die Kronprätendenten (1962–65)
- Den starkare, Monodrama för mezzosopran och orkester efter en pjäs av August Strindberg (2001)